# Berliner Weisse

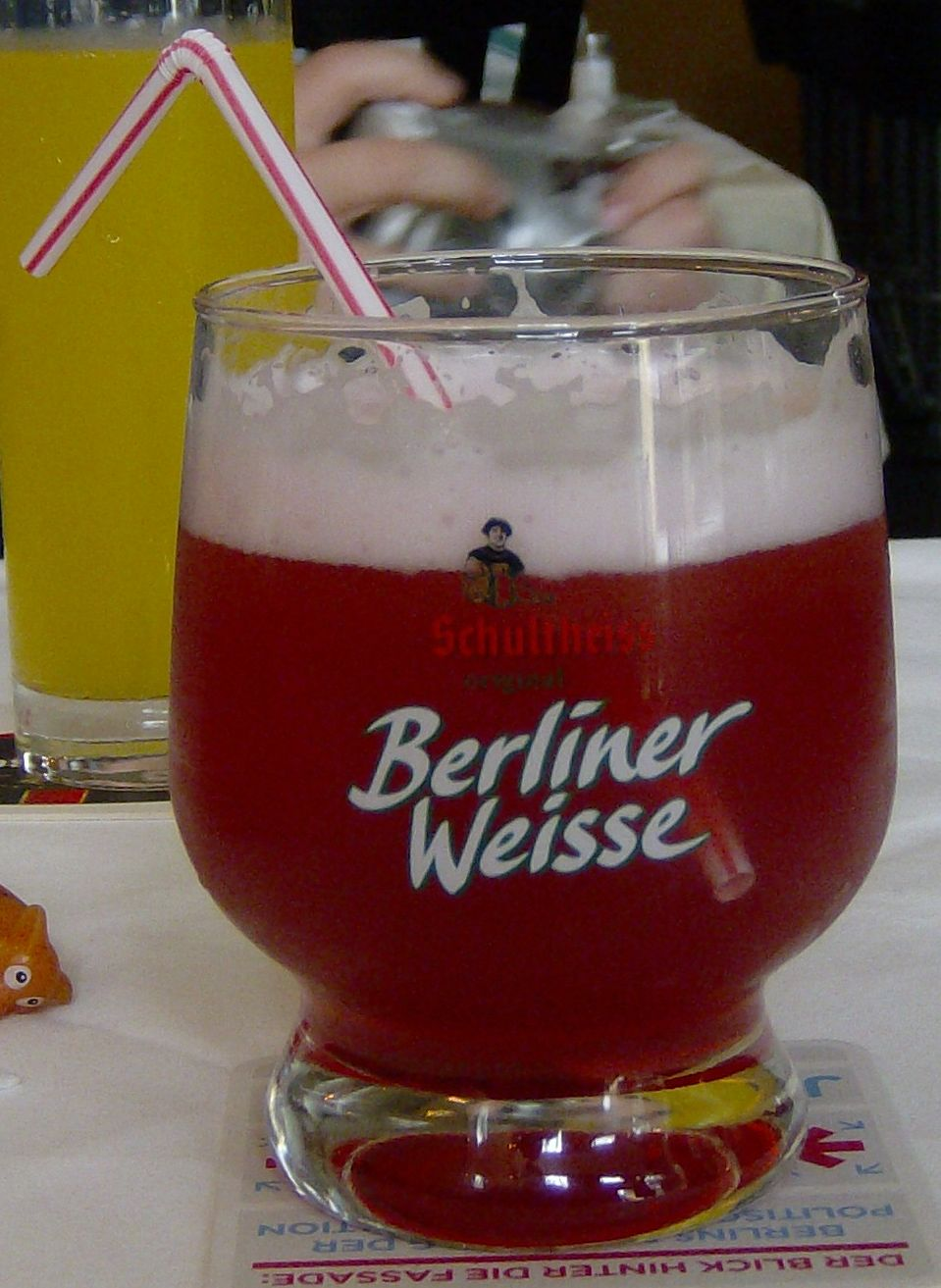
Un bicchiere di Berliner Weisse aromatizzata con lo sciroppo di lampone

Berliner Weisse (in tedesco Berliner Weiße) è una birra di frumento ad alta fermentazione dal gusto acido e a bassa gradazione. Il termine è un marchio registrato protetto dalla Associazione dei Birrai di Berlino. Ha un grado alcolico di circa il 2,8 % e un colore scuro lattiginoso. La temperatura di servizio consigliata è di 8-10 °C. Spesso è addolcita con sciroppo di lampone (di colore rosso) o di asperula (di colore verde).
Le prime produzioni risalgono al sedicesimo secolo nelle regioni della Germania Settentrionale e in particolare a Berlino ha avuto un ruolo primario. Ebbe il suo periodo di maggior diffusione nel diciannovesimo secolo quando la Berliner Weisse era la bevanda alcolica più popolare di Berlino e veniva venduta in circa 700 birrerie cittadine.

## Storia
La maggior parte degli esperti di birra fa risalire le sue origini ad una birra che veniva prodotta ad Amburgo e che fu imitata e sviluppata dal mastro birraio del XVI secolo Cord Broihan. La birra di Broihan, divenne molto popolare. Il grado alcolico tipico si attesta attorno al 3% vol, anche se il suo valore può variare. Tradizionalmente, quelle prodotte in Marzo sono più forti e vengono fatte maturare nei mesi estivi.

## Produzione
I metodi birrari moderni usano frumento in basse proporzioni, generalmente dal 25% al 50%, e deliberatamente creano una acidità sia attraverso una seconda fermentazione in bottiglia (Jackson suggerisce che le bottiglie tradizionali venivano sotterrate nella "terra calda" per diversi mesi), sia con l'aggiunta di Lactobacillus.
Documentazioni dei primi del diciannovesimo secolo indicano che la birra era prodotta con cinque parti di frumento e una parte di orzo e bevuta giovane, con poche indicazioni di come veniva prodotta l'acidità.

## Marchi

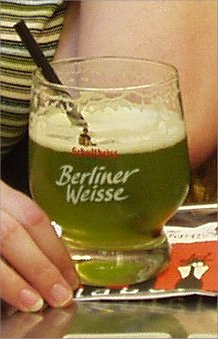
Berliner Weisse aromatizzata con asperula

A Berlino, nel diciannovesimo secolo, la Berliner Weisse era la bevanda alcolica più popolare e veniva prodotta in circa 700 birrerie. Negli ultimi anni del ventesimo secolo rimasero solo due birrifici che continuavano la produzione a Berlino, più qualche altro sparso in Germania. I due birrifici di Berlino, Berliner Kindl e Schultheiss, sono stati entrambi acquisiti dal Oetker Group e l'unico marchio prodotto ancora a Berlino è il Berliner Kindl Weisse.

## Degustazione
La Berliner Weisse è solitamente servita in un bicchiere a boccia con sciroppi aromatizzati, come lamponi (Himbeersirup), o asperula (Waldmeistersirup). La birra può anche essere miscelata con altre bevande, come la lager chiara, in modo da bilanciare l'acidità